# Curador (Roma Antiga)
Um curador (em latim curator, no plural curatores ) era na Roma Antiga e mais particularmente durante o Império Romano um magistrado ou funcionário imperial encarregado de missões administrativas num campo específico, como o abastecimento ou a gestão do património público em Roma ou no Império.

## Os curadores
Durante a República Romana a gestão dos bens públicos era da responsabilidade de magistrados eleitos, censores e edis. Os censores deixaram de ser nomeados a partir do reinado de Augusto, e foram aos poucos substituídos, no tempo pós-republicano chamado Império Romano, por curadores escolhidos pelo próprio imperador entre os ex-pretores ou ex-cônsules e cujos nomes eram propostos pelo Senado. A função de curador dava direito ao uso da toga pretexta, a cadeira curul e a dois Lictores quando viajavam fora de Roma.

### Curadores de Roma e do Tibre
Para complementar as missões dos censores, Augusto confiou os trabalhos de manutenção da cidade a comissões de senadores consulares:
- curadores das águas ( curatores aquarum publicarum ), em 11 a.C..
- curadores de edifícios públicos e templos ( curatores operum publicorum et aedium ), no final do reinado de Augusto.

Os sucessores de Augusto criaram outros cargos assegurando os serviços públicos de Roma:
- curadores do leito e margens do Rio Tibre e dos esgotos da cidade ( curatores alvei Tiberis, riparum et cloacarum Urbis ),[2]
- procurador ad Miniciam (depois passou para um Prefeito), encarregado da distribuição do grão, que foi feita no pórtico Minício, daí o nome ad Miniciam, criado sob Cláudio.
- procurador de bibliotecas públicas ( procurador bibliothecarum ), criado sob Cláudio, confiado a um liberto, depois a um cavaleiro.

Entre o reinado de Cômodo e o de Heliogábalo,  e a partir do reinado de Filipe, o Árabe, a tutela das águas foi estendida ao controle e distribuição do trigo.

#### Curadores das águas (curatores aquarum publicarum)
O Curador das Águas era o responsável pela gestão e manutenção do sistema de abastecimento de água e da rede de distribuição de água nas cidades romanas. Em Roma, esta função era uma das três maiores curadorias urbanas, juntamente com as das obras públicas (cura operum publicorum e aedium ) e do Tibre ( cura alvei Tiberis, riparum e cloacarum Urbis ), três serviços administrativos que foram sendo gradualmente implantados no início do Principado, por iniciativa de Augusto e Tibério. O curador das águas (curator aquarum) era um senador de categoria consular nomeado pelo imperador. A partir de meados século I, os curadores foram auxiliados por um procurador. Juntos lideravam uma equipe de escravos para vigiar os aquedutos, castelos de água e fontes. Entre o final do II e meados do século IV, o aquário curador somava a responsabilidade pelos aquedutos a do departamento responsável pela distribuição de alimentos ( aquário curador e Miniciae ).

#### Curadores do Tibre e dos esgotos (cura alvei Tiberis, riparum e cloacarum Urbis)

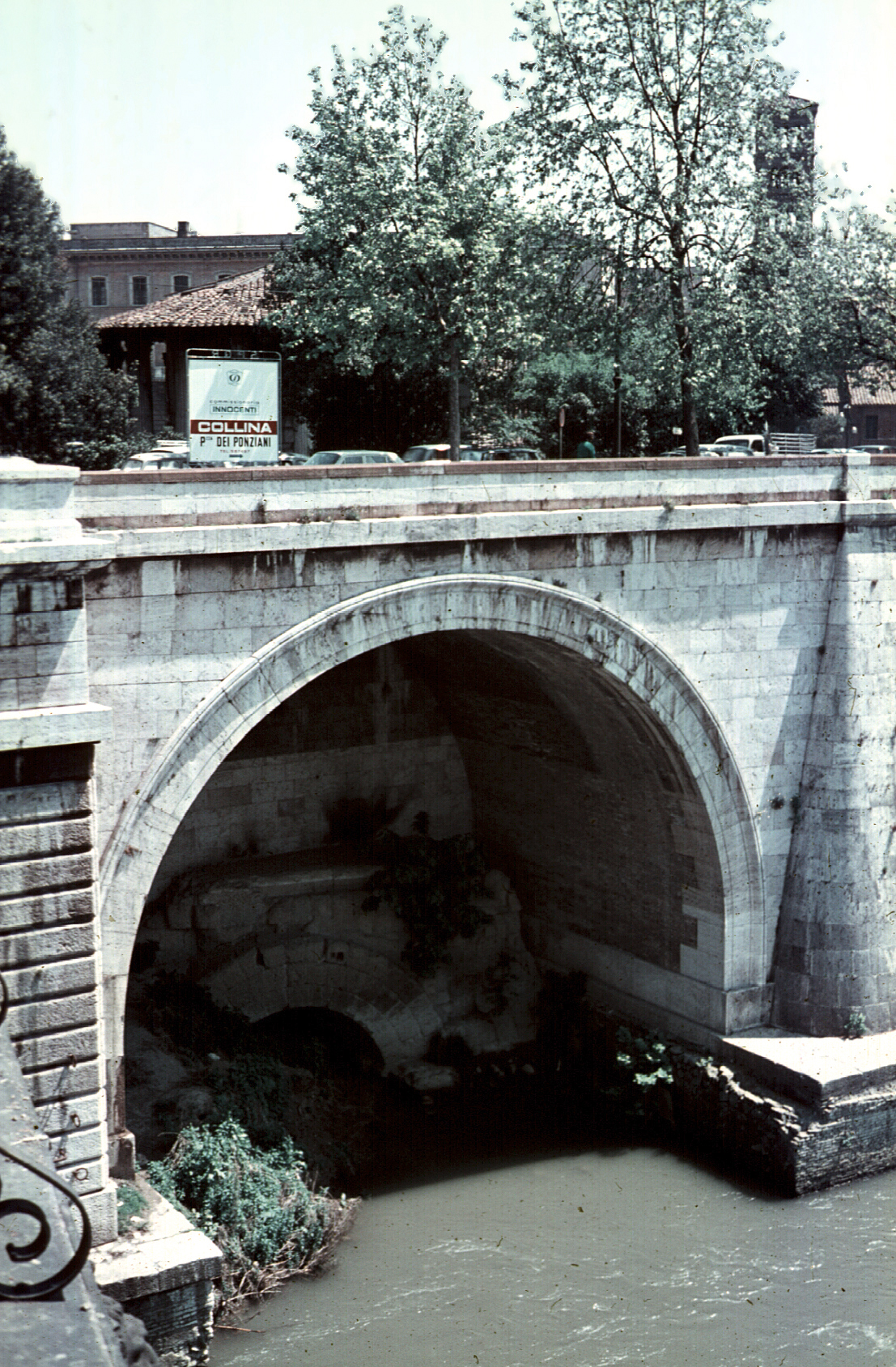
Confluência do esgoto Cloaca Maxima e do rio Tibre, em Roma

Esta missão era necessária para o saneamento da cidade, e a gestão das margens do Tibre, cujo leito variava devido às suas frequentes inundações.
Após as inundações de 12 e 15 d.C., Tibério nomeou dois senadores, o curador da água Caio Ateio Capitão e Lúcio Arrúncio, para administrar as consequências das enchentes, mais uma comissão de cinco senadores consulares sorteados e responsáveis pela manutenção  das margens de Roma até Óstia. Com Cláudio, o curador do leito e margens do Tibre ( curador alvei Tiberis et riparum ) era diretamente nomeado pelo imperador. Parece que a comissão de cinco membros ainda durou até meados do século II. A partir de Trajano, a responsabilidade estendia-se aos esgotos de Roma ( cloacarum Urbis ). Por volta de 180, a organização foi completada com um cavaleiro que tratava exclusivamente da zona de Óstia.
O curador impedia que particulares apropriam-se terras públicas nas margens do Tibre depois duma enchente que mudava o curso do rio. Mandava limpar as margens e cais do porto de Roma, e supervisionava as corporações de barqueiros que serviam no rio.

### Curadores de edifícios públicos e templos
O cargo foi organizado gradualmente. Em data indeterminada, possivelmente após o incêndio do fórum em 12 aC., Augusto criou uma comissão de cinco senadores encarregados dos trabalhos de reconstrução. Um primeiro curador dos edifícios é nomeado por Tibério, e Cláudio organizou o cargo, que confiou a dois senadores de nível consular: um sendo o curador dos templos sagrados (curador aedium sacrarum), encarregado dos edifícios e lugares sagrados, o outro, o curador operum locorumque publicorum tratava dos edifícios e lugares públicos em Roma.
Consoante as necessidades, os curadores dos edifícios recorriam a artesãos ou confiavam as obras por concurso a empreiteiros. A obra era financiada pelo fundo do Senado ( Erário ) e pelo tesouro imperial. Após a conclusão da obra, o curador verificava o bom cumprimento do contrato.
Se os curadores dos edifícios asseguravam a gestão corrente do património público, nada impedia que o imperador intervi-se por sua conta no espaço urbano ao financiar e delegar a construção de grandes monumentos, arcos triunfais, termas, etc., em paralelo com a ação dos curadores.

## Curadores fora de Roma

### Curatores viarum
Os primeiros curadores das estradas ( curatores viarum ) foram instituídos por Augusto em 20 a.C., eram encarregados de supervisionar a manutenção das principais vias da Itália. Eram nomeados para este cargo pelo Imperador com o acordo do Senado, e escolhidos entre os ex-pretores, ou entre os ex-cônsules para o trabalho de construção de uma nova via. Eram nomeados por um período variável, dependendo da duração da obra. A remuneração era proporcional a importância da via pelo qual eram responsáveis. Segundo as inscrições dos Miliários, as obras eram parcialmente financiada pelo Senado, pelo menos até ao reinado de Cláudio.
Entre os diferentes cargos de Curatores viarum havia por exemplo:
- Curadores das vias antigas, como a Via Ápia, Via Flamínia, Via Aurélia[6]
- Curador da via Nomentana, com um salário de ( por ano)[7]
- Curador das Via Cornélia e Via Triunfal,  com um salário de ( por ano)[7]
- Curador da rede rodoviária interior da Etrúria.[carece de fontes?]

### Curador da cidade
O curador civitatis ou curador reipublicae, ou logist na parte oriental do império, aparece sob os Antoninos. Cavaleiro ou senador nomeado para esta curadoria pelo imperador, ele era responsável por fiscalizar as finanças do município que passavam por problemas financeiros. Situação pontual, essa colocação das cidades sob tutela imperial foi observada pela primeira vez nas cidades da Itália. Graças à epigrafia, foram descobertas cerca de 150 cidades nesta situação na Itália entre Trajano e Galieno. Depois a função foi alargada a província: encontramos alguns curadores na Ásia sob Adriano, na Gália Lugdunense e na Sicília da segunda metade do II século, na Numídia e na África Proconsular sob Septímio Severo. As nomeações na Itália e na Ásia tornaram-se mais numerosas sob Marco Aurélio, e Septímio Severo.
O curador da cidade era nomeado pelo imperador, a função podia ser exercida por um “ Honestiores ” ou seja um notável sem categoria definida, podia ser um notável provincial, muitas vezes de categoria equestre, ou por vezes senador. A missão era geralmente breve, da ordem de alguns meses. Não se sabe exatamente quem tomava a iniciativa de solicitar a curadoria de uma cidade, supõe-se que era o governador ou o procurador da província que alertava o imperador, ou talvez era a própria cidade que fazia o pedido.
A missão de controle era essencialmente uma fiscalização financeira destinada a restaurar a ordem nas finanças da cidade e evitar sua falência: controlo de arrendamentos e alienações de bens públicos, verificação das contas dos magistrados em fim de mandato, redução de desperdícios e desvios. Não tendo poder judicial, o curador da cidade transferia as disputas não resolvidas amigavelmente ao tribunal competente, ao governador provincial ou ao Jurídico na Itália.
No início do século IV, o cargo de curador da cidade foi transformado: generaliza-se e torna-se permanente, para mandatos anuais. O curador era escolhido entre os antigos magistrados da cidade.

### Curador de calendário
Os curadores do calendário (curatores kalendarii, de kalendarium, livro de dívidas e reivindicações devidas nas Calendas ) foram confirmados a partir de Adriano, principalmente na Itália. Também encontramos numa inscrição de Óstia a denominação curator pecuniae publicae exigendae et adtribuendae (curador do dinheiro público a ser arrecadado ou distribuído). Esses curadores eram nomeados na Itália pelo imperador ou nas províncias pelo governador. Eram responsáveis por liquidar as contas de créditos e dívidas de uma comunidade, de uma cidade ou de um determinado fundo, por exemplo o dos decuriões ou da plebe, e de recuperar as somas devidas pelos devedores.

### Curador de Obras Públicascura operum publicorum e aedium
Os curadores de obras públicas eram responsáveis pela fiscalização das obras de construção ou restauro que o imperador autorizava ou subsidiava numa cidade. Eram nomeados pelo imperador dentre os notáveis da cidade ou de uma cidade vizinha, e pertenciam a categoria equestre em geral.